# Ortenberg (Badenia-Wirtembergia)
Ortenberg – miejscowość i gmina w Niemczech, w kraju związkowym Badenia-Wirtembergia, w rejencji Fryburg, w regionie Südlicher Oberrhein, w powiecie Ortenau, wchodzi w skład wspólnoty administracyjnej Offenburg. Leży ok. 3 km na południe od  centrum Offenburga.

## Współpraca
Miejscowości partnerskie:
- Ortenberg, Hesja
- Stotzheim, Francja